# استیون بارتون
استیون بارتون (انگلیسی: Stephen Barton؛ زادهٔ ۱۷ سپتامبر ۱۹۸۲) آهنگساز اهل بریتانیا است که از سال ۲۰۰۱ تاکنون در لس آنجلس مشغول فعالیت بوده‌است. وی موسیقی ده‌ها پروژه مهم سینمایی، تلویزیونی و بازی‌های ویدیوئی از جمله سگ‌های نگهبان: لژیون، جنگ ستارگان جدای: محفل سرنگون، اسطوره‌های اپکس، ندای وظیفه ۴: جنگاوری نوین و تایتانفال ۲ را ساخته‌است.